# 雙中子
雙中子（Dineutron）是一種僅含有中子的核素，會從某些放射性元素中被從核中拋出，類似於中子發射，但其非常不穩定，半衰期約為10−22秒。若雙中子與其他原子發生碰撞會造成其原子序不變但原子量增加2。2012年，中子的同位素2
n
被密西根州立大學的研究人員明確的從16
Be
的衰變觀察到；另外也有研究指出其可由氦核在核反應爐中產生。